# Анна (Воронезька область)
Анна (рос. Анна) — смт в Аннинському районі Воронезької області Російської Федерації.
Населення становить 16 225 осіб (2018). Входить до складу муніципального утворення Аннинське міське поселення.

## Історія
Населений пункт розташований в історичному регіоні Чорнозем'я. Від 1928 року належить до Аннинського району, спочатку в складі Центрально-Чорноземної області, а від 1934 року — Воронезької області.
Згідно із законом від 15 жовтня 2004 року входить до складу муніципального утворення Аннинське міське поселення.

## Населення
| 1959    | 1970    | 1979    | 1989    | 2002    | 2005    | 2009    |
| ------- | ------- | ------- | ------- | ------- | ------- | ------- |
| 11 834  | ↗15 527 | ↗17 705 | ↗19 080 | ↗19 416 | ↗19 568 | ↘19 290 |
| 2010    | 2012    | 2013    | 2014    | 2015    | 2016    | 2017    |
| ↘18 032 | ↘17 733 | ↘17 379 | ↘17 049 | ↘16 729 | ↘16 586 | ↘16 438 |
| 2018    |         |         |         |         |         |         |
| ↘16 225 |         |         |         |         |         |         |

## Відомі особистості
В поселенні народилась:
- Єфрюшина Нінель Петрівна (нар. 1937) — радянська та українська вчена-хімік.